# Svarttjärnen (Åre socken, Jämtland, 703011-134469)
Svarttjärnen är en sjö i Åre kommun i Jämtland och ingår i Indalsälvens huvudavrinningsområde.